# Parciaki-Stacja
Parciaki-Stacja (kurp. Parćåky) – osada w Polsce położona w województwie mazowieckim, w powiecie przasnyskim, w gminie Jednorożec.
Osada wchodzi w skład sołectwa Parciaki.

## Wiadomości ogólne

### Nazwa
Nazwa odnosi się do położenia stacji linii kolejowej Szczytno–Ostrołęka blisko wsi Parciaki.

### Zmiany administracyjne
Od 1919 osada należała do powiatu przasnyskiego w województwie warszawskim. W 1933 w obrębie gmin wprowadzono podział na gromady. Stacja kolejowa i tartak należały wraz ze wsią Parciaki do gromady Parciaki. Z dniem 1 listopada 1939 do III Rzeszy wcielono północną część województwa warszawskiego, w tym powiat przasnyski i osadę Parciaki-Stacja jako część Rejencji Ciechanowskiej w prowincji Prusy Wschodnie. Gdy w 1944 przywrócono przedwojenną administrację, osada należała do powiatu przasnyskiego i województwa warszawskiego. W 1954 zlikwidowano gminy i zastąpiono je gromadami. Osada należała do gromady Parciaki. W 1973 przywrócono istnienie gminy Jednorożec, do której włączono Parciaki-Stację. W latach 1975–1998 miejscowość administracyjnie należała do województwa ostrołęckiego. Od 1999 osada znajduje się w gminie Jednorożec w powiecie przasnyskim i województwie mazowieckim.

## Historia

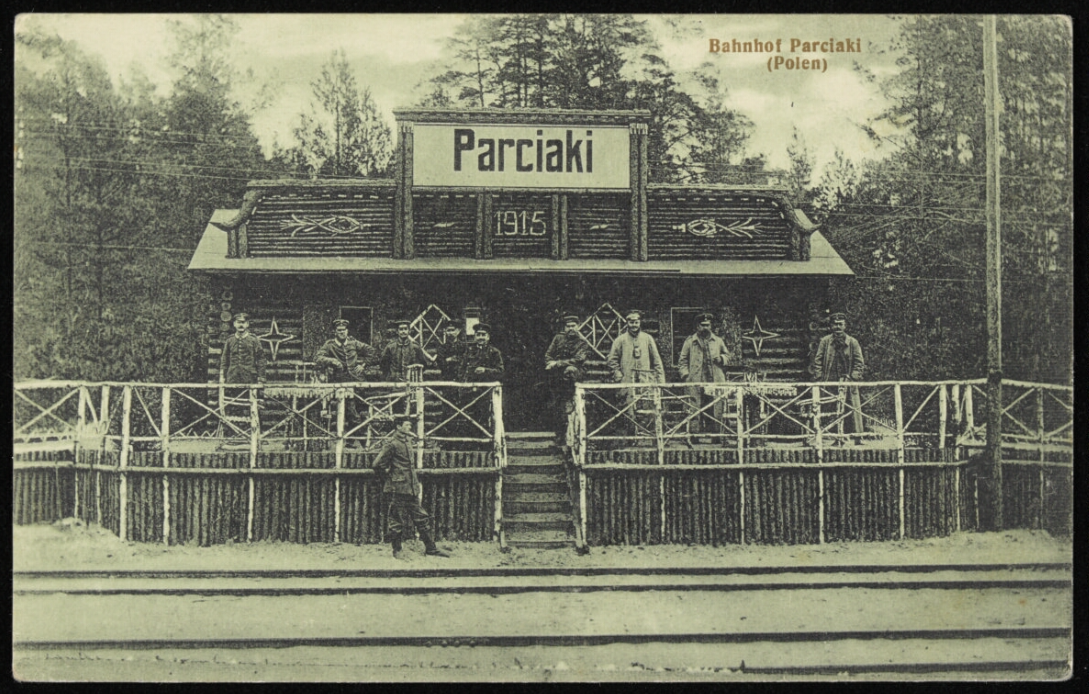
Parciaki-Stacja, 1915

Osada powstała po wybudowaniu linii kolejowej, co nastąpiło w 1915. Na trasie Ostrołęka–Chorzele Niemcy zbudowali najpierw kolejkę wąskotorową, a następnie normalnotorową. Jedną ze stacji wyznaczono w Parciakach, ale w oddaleniu od wsi Parciaki. W 1917 powstał drewniany dworzec kolejowy, potem rozbudowany o część murowaną (dokonali tego po 1921 Polacy albo w 1940 Niemcy). W 1929 wystawiono wieżę ciśnień. Obok niej wybudowano drewniany budynek kotłowni, zastąpiony później murowanym. W 1951 wieża ciśnień została zniszczona w wyniku pożaru. W 1990 zakończono jej remont. Zmieniono wówczas kształt dachu. Obok wieży w 1920 wystawiono pompownię-warsztat, studnię kopaną i studnię głębinową.
W spisie powszechnym z 1921 notowano tu 8 domów i 38 osób, w tym 20 mężczyzn i 18 kobiet. Osadę włączono do parafii Parciaki.
Obok stacji kolejowej zlokalizowano tartak. Do dziś zachował się drewniany budynek jego biura, w którym do 1938 mieściła się kancelaria Nadleśnictwa Parciaki.
W 1935 powstało Stowarzyszenie „Rodzina Leśnika” skupiające pracowników Nadleśnictwa Parciaki, Nadleśnictwa Przejmy i tartaku w Parciakach.
W czasie II wojny światowej okoliczni mieszkańcy zostali zmuszeni na zasadzie szarwarku do wytyczenia drogi z Budzisk do stacji kolejowej w Parciakach, a następnie do Parciak.
W 1945 pracownicy tartaku założyli komórkę Polskiej Partii Robotniczej.
W 1947 na terenie tartaku istniała szkoła pierwszego stopnia. Na przełomie lat 50 i 60. XX w. przy stacji powstało osiedle mieszkaniowe dla pracowników Zakładu Przemysłu Drzewnego.
Linia kolejowa funkcjonowała do 2001. W 2010 zdecydowano rozebrać infrastrukturę kolejową. Była bowiem zniszczona i zdewastowana.

## Współcześnie
Na dzień 25 listopada 2011 w osadzie mieszkało 88 osób: 43 kobiety i 290 mężczyzn. Na dzień 31 grudnia 2014 wieś zamieszkiwało 13 osób w wieku przedprodukcyjnym, 64 w wieku produkcyjnym i 9 w wieku poprodukcyjnym, łącznie 86 osób.
Osada wchodzi w skład sołectwa Parciaki.
Zespół kolejowy wpisany został do gminnej ewidencji zabytków, jest też opisany w dokumentacji wojewódzkiej. W granicach administracyjnych osady znajduje się krzyż przydrożny i międzywojenna figura Matki Bożej usytuowana na wzgórzu za torami kolejowymi.
W 2019 PKP Polskie Linie Kolejowe S.A. zdecydowały się zmodernizować linię kolejową nr 35. Inwestycja obejmuje przebudowę stacji Parciaki na przystanek kolejowy. Przewozy na linii uruchomiono powtórnie w 2023 roku..
Lasy okalające osadę należą do Nadleśnictwa Parciaki i są częścią Obszaru Natura 2000 Dolina Omulwi i Płodownicy.

## Galeria

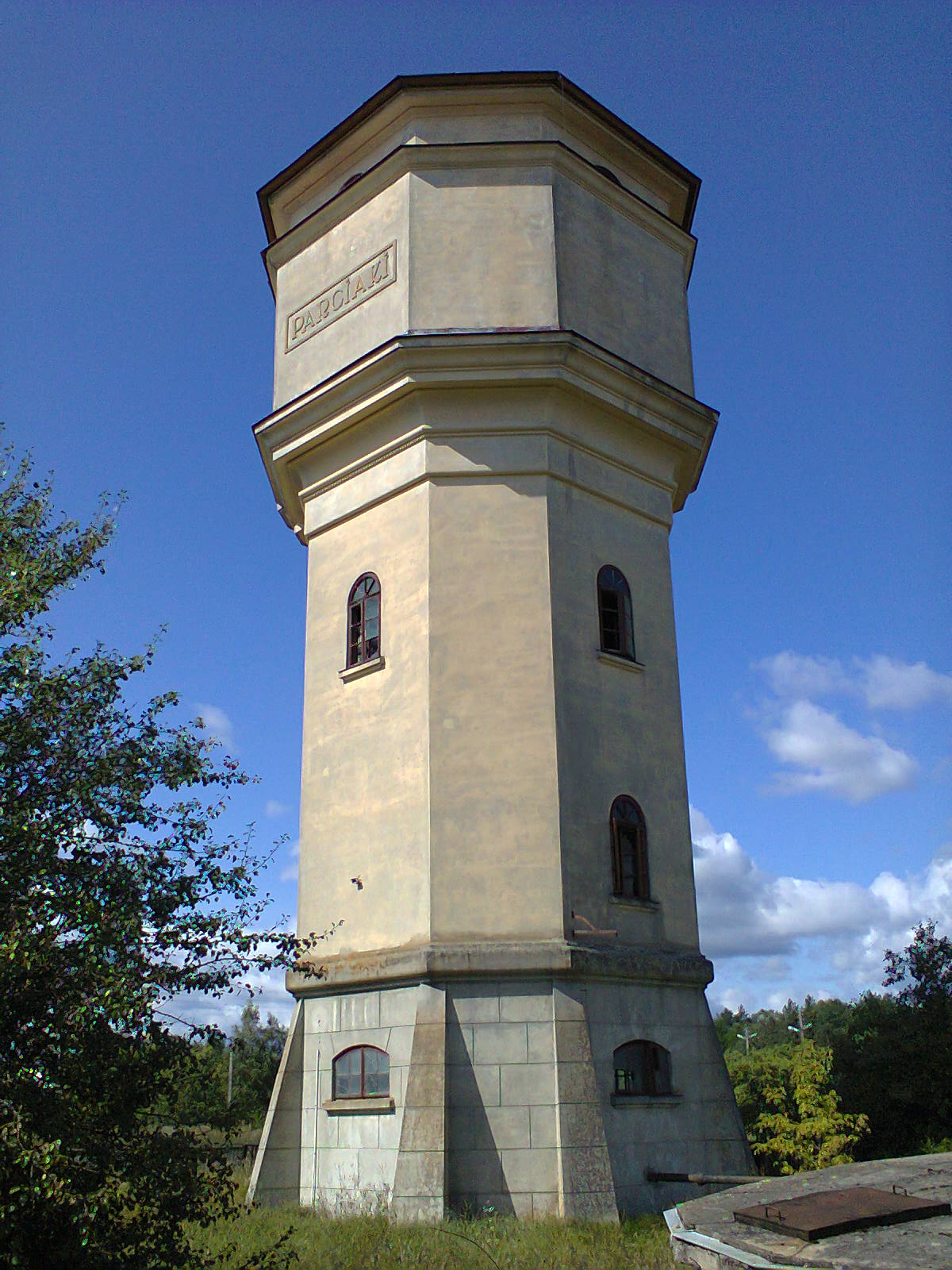
Wieża ciśnień z 1929
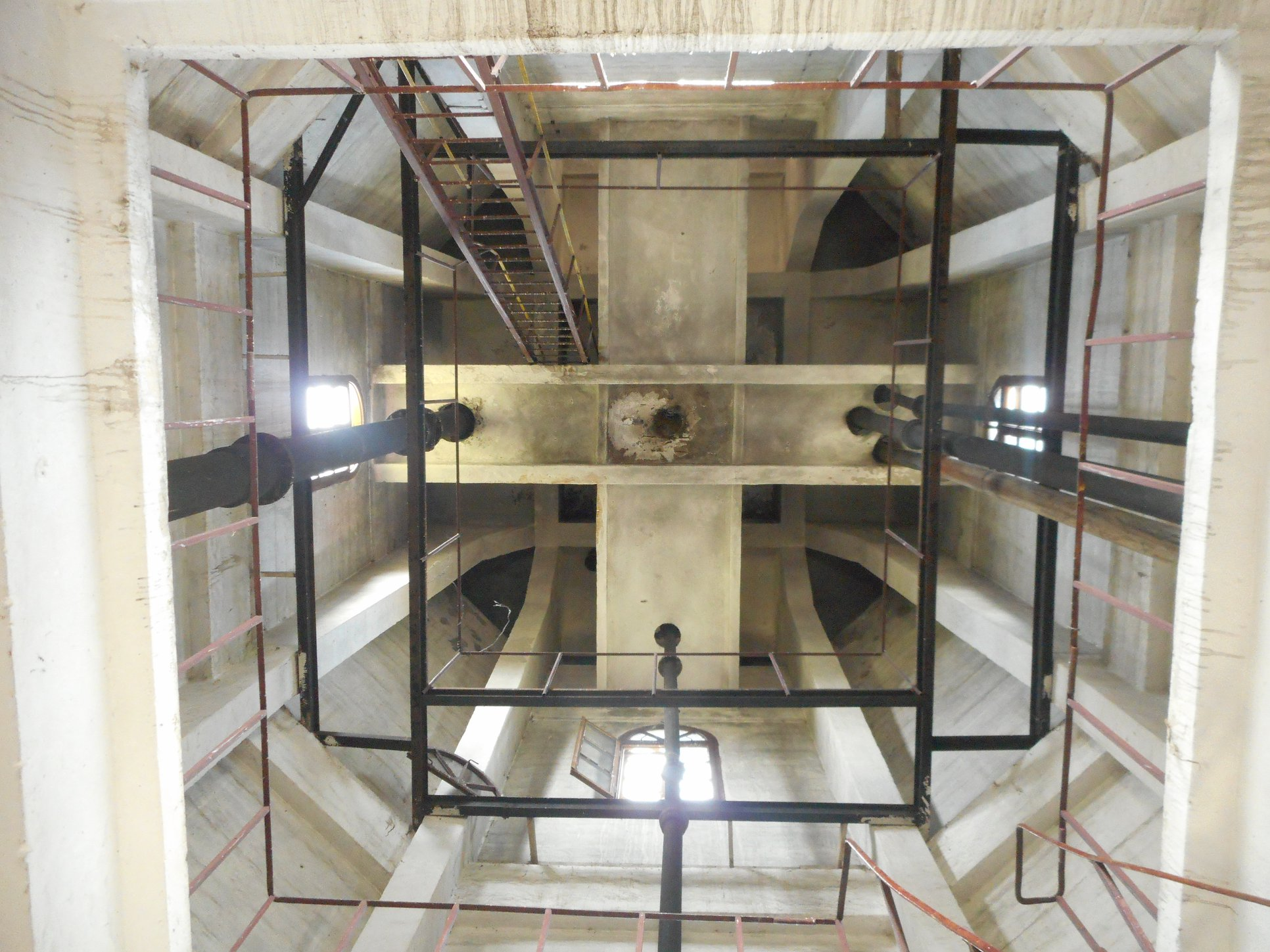
Wnętrze wieży ciśnień
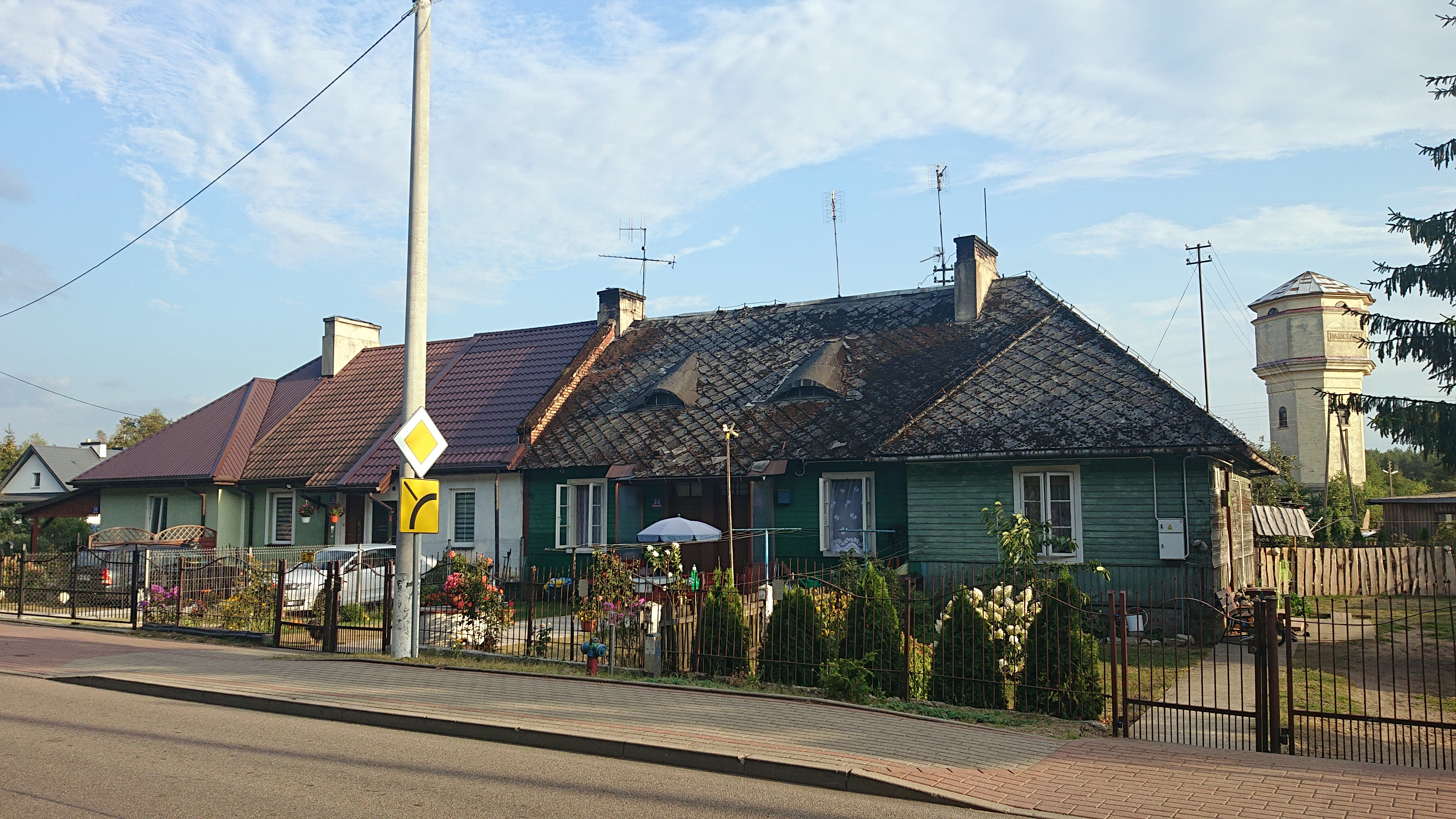
Domy "czworaki" na terenie stacji
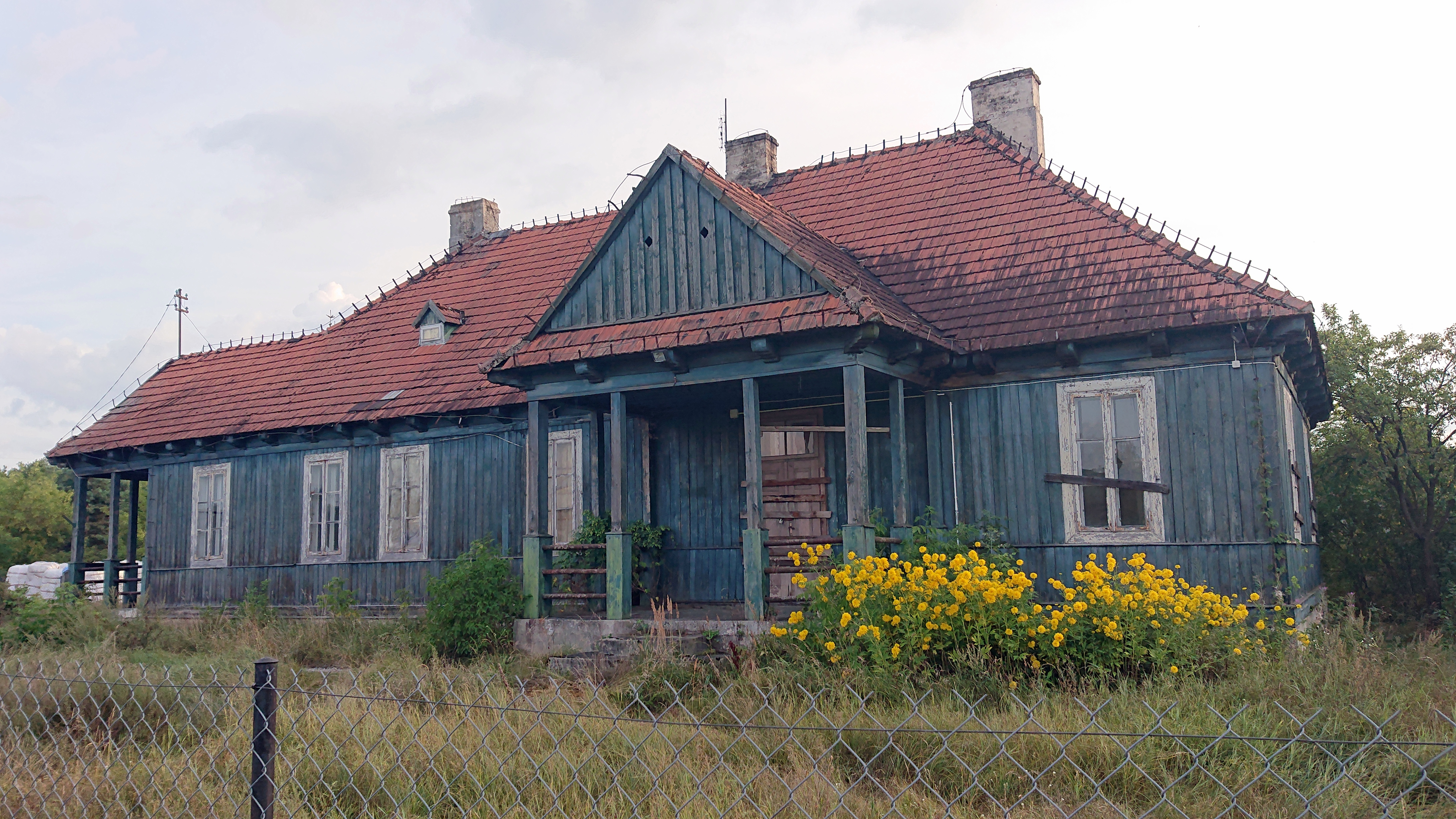
Budynek biura tartaku (od strony torów)
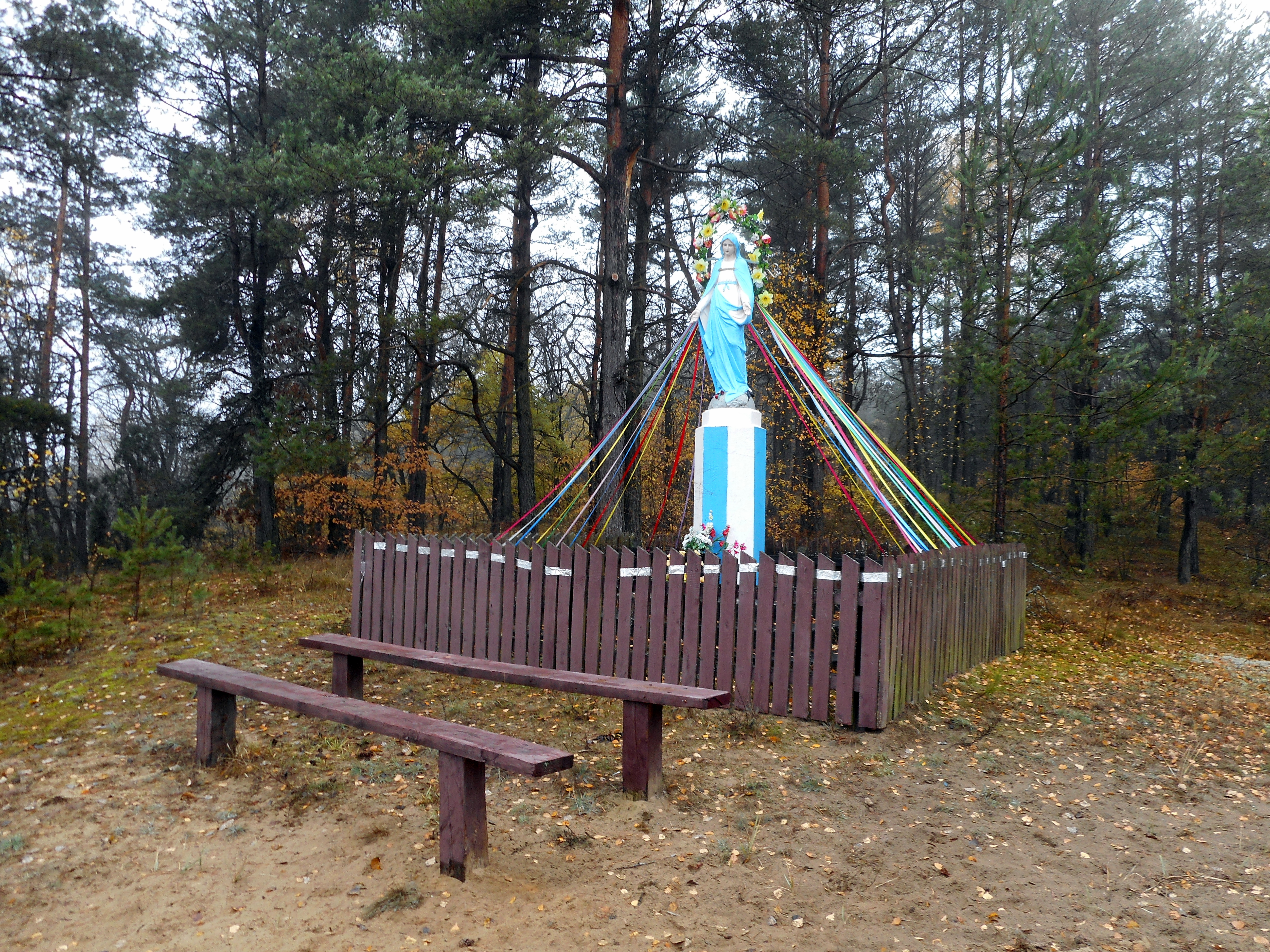
Figura maryjna